# Svartberget (naturreservat, Överkalix kommun)
Svartberget är ett naturreservat i Överkalix kommun i Norrbottens län.
Området är naturskyddat sedan 1997 och är 8,2 kvadratkilometer stort. Reservatet omfattar berget med detta namn och en mindre våtmark och en bäck i norr. Reservatet består av granskog med inslag av lövträd.